# Meet in Class
Meet in Class est une entreprise française spécialisée dans le soutien scolaire, fondée en 2017.

## Historique
En 2017, un ancien étudiant de l'École Centrale Paris, Youssef Zakaria, fonde Meet in Class une plateforme de soutien scolaire qui ambitionne de rendre le soutien scolaire accessible à tous.  
En 2018, Meet in Class est lauréat du concours Graine de Boss et de la 5ème édition de la Blue Ocean Awards[pertinence contestée].  
En 2019, Meet in Class est lauréat du réseau entreprendre Val de Marne[pertinence contestée].  
En 2020, l'entreprise a accompagné en soutien scolaire plus de 2000 élèves. 

## Fonctionnement
Meet in Class propose des cours de soutien scolaire par groupe de 4 élèves de la primaire à la terminale. Les enseignants doivent avoir un casier judiciaire vierge et passent des tests pour vérifier leur niveau.